# Thénésol
Thénésol est une commune française située dans le département de la Savoie, en région Auvergne-Rhône-Alpes.

## Urbanisme

### Typologie
Au 1er janvier 2024, Thénésol est catégorisée commune rurale à habitat dispersé, selon la nouvelle grille communale de densité à sept niveaux définie par l'Insee en 2022.
Elle appartient à l'unité urbaine d'Ugine, une agglomération intra-départementale regroupant trois  communes, dont elle est une commune de la banlieue,,. Par ailleurs la commune fait partie de l'aire d'attraction d'Albertville, dont elle est une commune de la couronne,. Cette aire, qui regroupe 30 communes, est catégorisée dans les aires de 50 000 à moins de 200 000 habitants,.

### Occupation des sols
L'occupation des sols de la commune, telle qu'elle ressort de la base de données européenne d’occupation biophysique des sols Corine Land Cover (CLC), est marquée par l'importance des forêts et milieux semi-naturels (60,9 % en 2018), en diminution par rapport à 1990 (62,3 %). La répartition détaillée en 2018 est la suivante : 
forêts (55,5 %), prairies (22,5 %), zones agricoles hétérogènes (16,2 %), espaces ouverts, sans ou avec peu de végétation (5,4 %), zones urbanisées (0,4 %).
L'IGN met par ailleurs à disposition un outil en ligne permettant de comparer l’évolution dans le temps de l’occupation des sols de la commune (ou de territoires à des échelles différentes). Plusieurs époques sont accessibles sous forme de cartes ou photos aériennes : la carte de Cassini (XVIIIe siècle), la carte d'état-major (1820-1866) et la période actuelle (1950 à aujourd'hui).

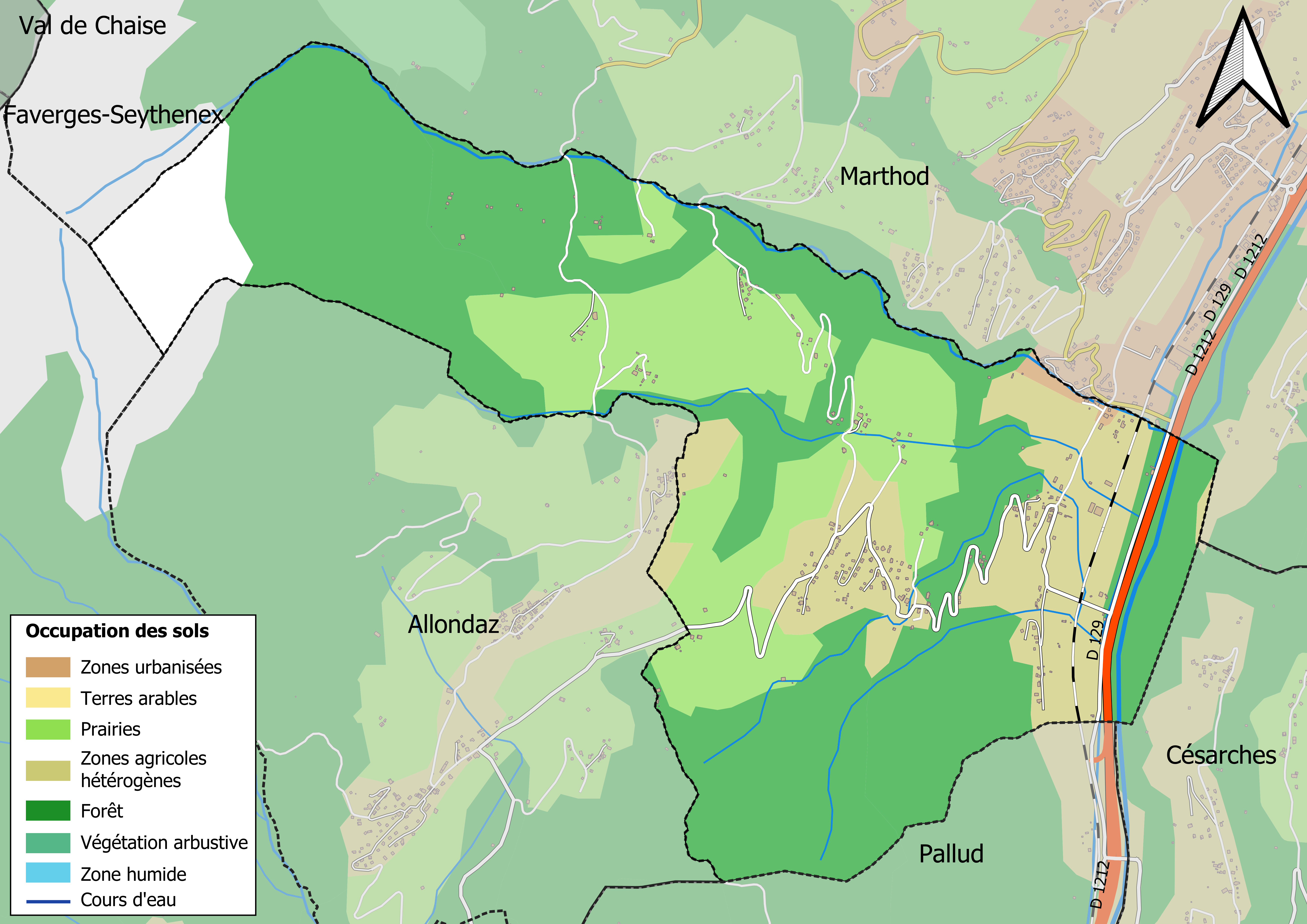
Carte des infrastructures et de l'occupation des sols en 2018 (CLC) de la commune.
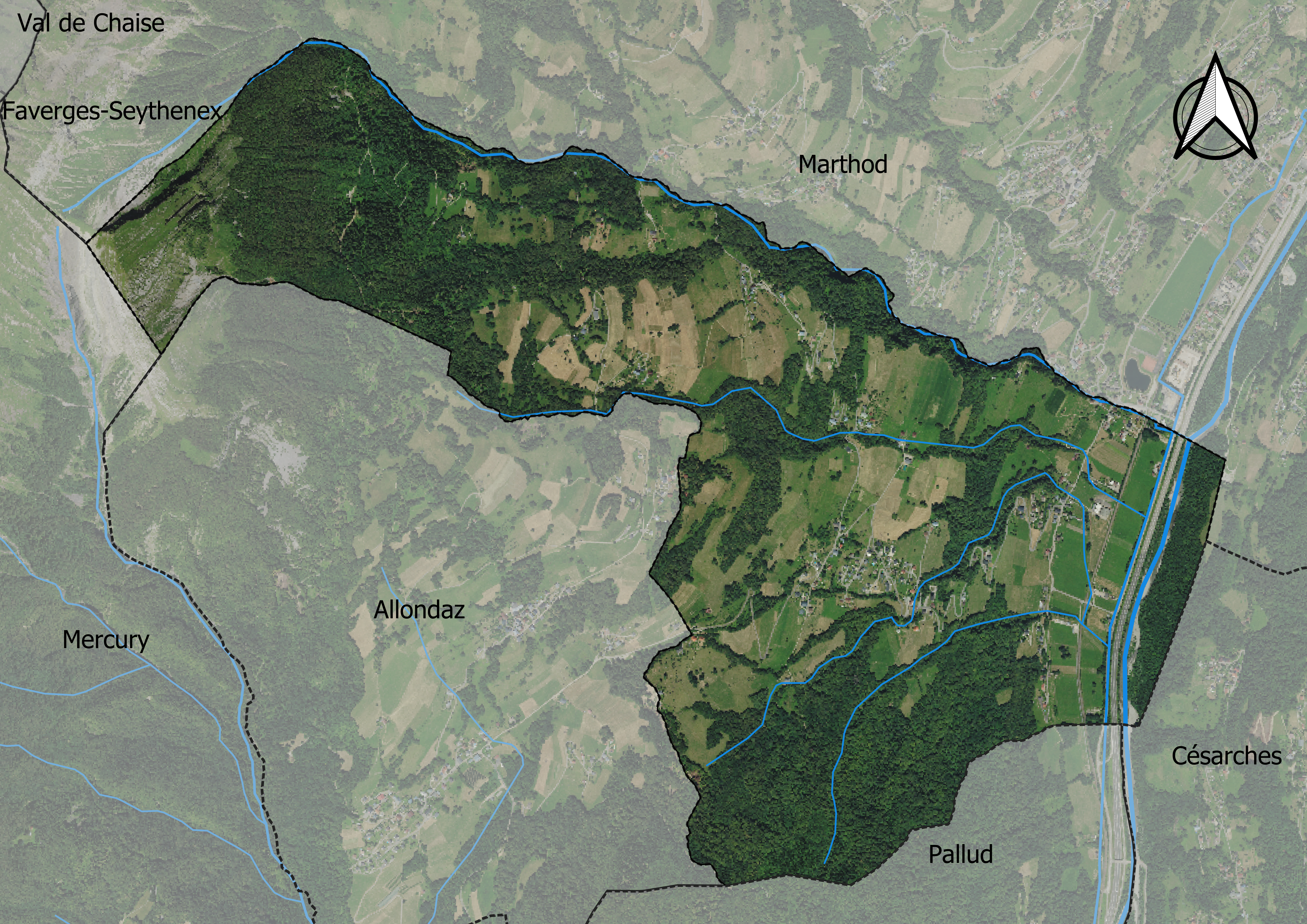
Carte orthophotogrammétrique de la commune.

## Toponymie
L'origine du nom est actuellement inconnue. Les auteurs de l'Histoire des communes savoyardes avancent cependant les formes Tenoissiacum, Tenessiacum, Tanaciacum, qui pourraient provenir du nom du domaine gallo-romain d'un certain Tanicus.
On trouve la forme Tenoysso au XIVe siècle.
En francoprovençal, le nom de la commune s'écrit Tnajeû, selon la graphie de Conflans.

## Histoire
Passage par le territoire de la commune d'une voie romaine. Une inscription latine était lisible sur une dalle située dans la chapelle Saint-Jacquemoz (Saint-Jacques). Il a été découvert, notamment à proximité de l'édifice, des objets de l'âge du bronze (une hache à ailerons et une hache bipenne).
La chapelle Saint-Jacquemoz date du XIVe siècle. L'érection de la paroisse a lieu au début du XIVe siècle, celle-ci dépendant jusque-là de Marthod. La chapelle servait très probablement d'église paroissiale jusqu'à l'édification de l'église Saint-Maurice au XVIIe siècle,.

## Politique et administration
| Période                                  | Période  | Identité                 | Étiquette | Qualité |
| ---------------------------------------- | -------- | ------------------------ | --------- | ------- |
| 1860                                     | 1871     | Marie Stanislas Mermier  |           |         |
| 1871                                     | 1875     | François Perroux         |           |         |
| 1875                                     | 1876     | Victor Hemery            |           |         |
| 1876                                     | 1892     | Urbain Baussant          |           |         |
| 1892                                     | 1896     | Claude Ferdinand Mermier |           |         |
| 1896                                     | 1900     | Sébastien Coutem         |           |         |
| 1900                                     | 1912     | Frédéric Coutem          |           |         |
| 1912                                     | 1927     | Félix Roche              |           |         |
| 1927                                     | 1935     | François Eugène Blanc    |           |         |
| 1935                                     | 1944     | Ernest Dunand-Palaz      |           |         |
| 1944                                     | 1953     | Louis Baussant           |           |         |
| 1953                                     | 1956     | Maurice Bourguignon      |           |         |
| 1956                                     | 1965     | Edouard Giguet           |           |         |
| 1965                                     | 1989     | Albert Carcey-Cadet      |           |         |
| 1989                                     | 1991     | Gilbert Coutem           |           |         |
| 1991                                     | 2003     | Jean-Pierre Bienveignant |           |         |
| 2003                                     | 2008     | Christiane Gavin         |           |         |
| 2008                                     | 2014     | Pierre Dumoulin-Minguet  |           |         |
| 2014                                     | En cours | Patrick Pecchio          |           |         |
| Les données manquantes sont à compléter. |          |                          |           |         |

## Démographie
L'évolution du nombre d'habitants est connue à travers les recensements de la population effectués dans la commune depuis 1793. Pour les communes de moins de 10 000 habitants, une enquête de recensement portant sur toute la population est réalisée tous les cinq ans, les populations de référence des années intermédiaires étant quant à elles estimées par interpolation ou extrapolation. Pour la commune, le premier recensement exhaustif entrant dans le cadre du nouveau dispositif a été réalisé en 2006.

En 2022, la commune comptait 318 habitants, en évolution de +3,58 % par rapport à 2016 (Savoie : +3,63 %, France hors Mayotte : +2,11 %).
| 1793 | 1800 | 1806 | 1822 | 1838 | 1848 | 1858 | 1861 | 1866 |
| ---- | ---- | ---- | ---- | ---- | ---- | ---- | ---- | ---- |
| 376  | 410  | 360  | 318  | 405  | 387  | 351  | 331  | 357  |

| 1872 | 1876 | 1881 | 1886 | 1891 | 1896 | 1901 | 1906 | 1911 |
| ---- | ---- | ---- | ---- | ---- | ---- | ---- | ---- | ---- |
| 339  | 314  | 300  | 292  | 265  | 273  | 255  | 280  | 251  |

| 1921 | 1926 | 1931 | 1936 | 1946 | 1954 | 1962 | 1968 | 1975 |
| ---- | ---- | ---- | ---- | ---- | ---- | ---- | ---- | ---- |
| 261  | 250  | 246  | 246  | 231  | 218  | 186  | 171  | 206  |

| 1982 | 1990 | 1999 | 2006 | 2011 | 2016 | 2021 | 2022 | - |
| ---- | ---- | ---- | ---- | ---- | ---- | ---- | ---- | - |
| 215  | 248  | 263  | 226  | 258  | 307  | 318  | 318  | - |

## Culture locale et patrimoine

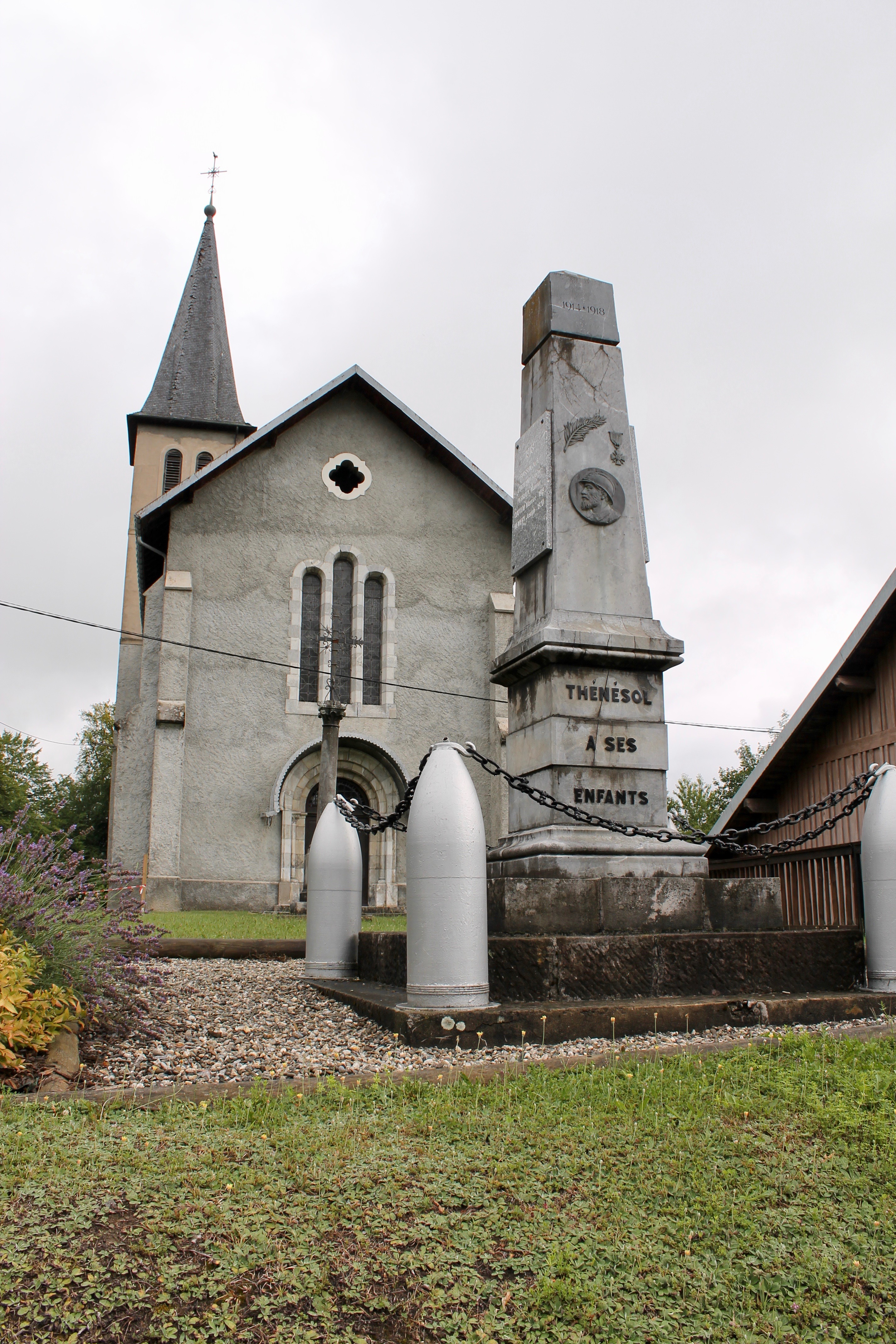
Façade de l'église Saint-Maurice et monument aux morts.

### Lieux et monuments

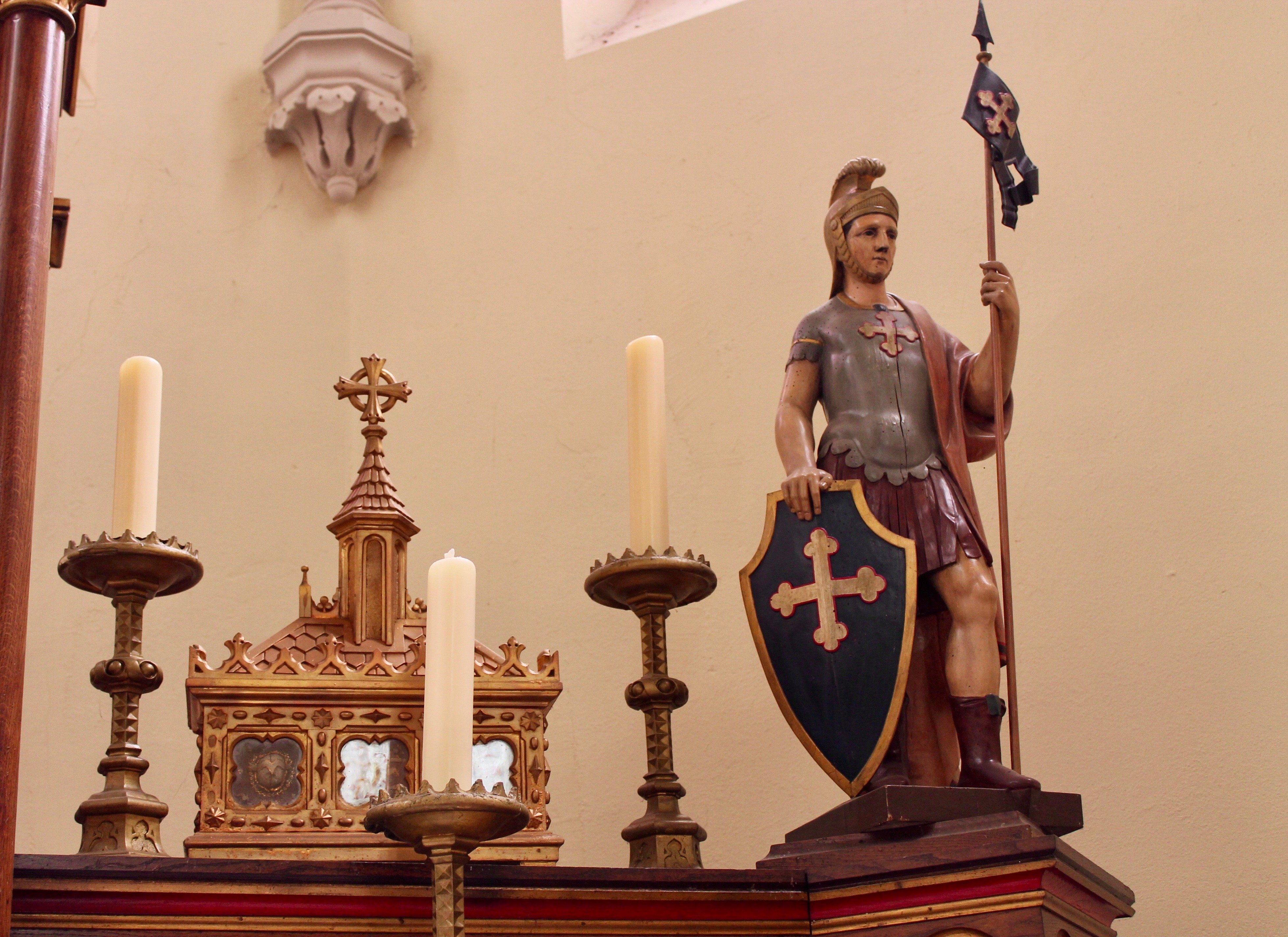
Statue de saint Maurice du retable de l'église Saint-Maurice de Thénésol.

- Église placée sous le patronage de saint Maurice. Le nouvel édifice, de style néoroman, est réalisé selon les plans de l'architecte Dénarié, en 1868. Il est consacré en 1875 par Mgr Charles-François Turinaz[15].
- Chapelle Saint-Jacquemoz (Saint-Jacques)

### Personnalités liées à la commune
- Patrick Pecchio, champion de France du kilomètre en 1973 (cyclisme sur piste).